# Portocannone
Portocannone est une commune italienne de la province de Campobasso, dans la région Molise.

## Histoire
La commune abrite une forte communauté Arbëresh, Albanais installés ici au XVe siècle, fuyant l’avance ottomane. Ces Albanais ont gardé une forte identité, parlant toujours leur langue, l’arbërisht. Dans leur dialecte, albanais teinté d’italien, le village se nomme Portkanuni.

## Administration
| Période                                  | Période | Identité         | Étiquette | Qualité |
| ---------------------------------------- | ------- | ---------------- | --------- | ------- |
|                                          |         | Domenico Rispoli |           |         |
| Les données manquantes sont à compléter. |         |                  |           |         |

### Communes limitrophes
Campomarino, Guglionesi, San Martino in Pensilis, Termoli